# サンダスキー (哨戒フリゲート)
サンダスキー (USS Sandusky, PF-54) は、アメリカ海軍の哨戒フリゲート。タコマ級フリゲートの1隻。艦名はオハイオ州サンダスキーに因む。

## 艦歴
サンダスキーは海事委任契約の下1943年7月8日にウィスコンシン州ミルウォーキーのフローミング・ブラザーズ社で起工した。当初はPG-162（砲艦）として認可されたが、1943年4月15日にPF-54（哨戒フリゲート）に艦種変更され、1943年10月5日にメイベル・エイペルによって命名、進水、1944年4月18日にルイジアナ州ニューオーリンズで艦長T・R・サージェント沿岸警備隊少佐の指揮下就役した。
バミューダでの整調およびペンシルベニア州フィラデルフィアでのオーバーホール後、サンダスキーは1944年8月18日に太平洋に向けて出航、ニューヨークからニューギニアのフィンシュハーフェンおよびホーランディア（現在のジャヤプラ）まで船団護衛を行った。護衛任務は10月2日に完了し、サンダスキーはモロタイ島に移動、同月の残りを対潜哨戒任務に費やした。1944年11月から1945年2月までフィリピン侵攻部隊支援のための船団をホーランディアとレイテ島間で護衛し、リンガエン湾での護衛任務後1945年3月8日にレイテ島を出航、ワシントン州シアトルに向かった。オーバーホールの後アラスカに向けて出航、6月15日にコールド・ベイに到着した。サンダスキーは1945年7月12日に退役し、レンドリース法に基づきソ連海軍に貸与された。
ソ連では「護衛艦」を意味する「EK」の略号を付与され、EK-7（ЭК-7エーカー・スィェーミ）の名で7月23日に太平洋艦隊に編入された。ソ連海軍では、8月12日に行われた雄基上陸作戦に参加した。
ソ連海軍での活動後、1949年10月15日に横須賀でアメリカ海軍に返還され、同地で保管された。1953年2月26日、日米船舶貸与協定に基づき第2回貸与艦として警備隊（後の海上自衛隊）に貸与され、「にれ (PF-7) 」として就役し、第2船隊に編入された。同年4月1日、第1船隊群（後の第1護衛隊群）が新編され第2船隊は同群に編入された。1955年12月1日、大湊地方隊に編入。1957年9月1日、艦番号がPF-287に変更された。1961年12月1日にアメリカ海軍から除籍、1962年8月28日付で貸与から供与へと変更された。1969年3月31日、 保管船（YAC-19）に区分変更され舞鶴教育隊の実習艦として使用されたが、1976年3月31日に除籍された。除籍後も舞鶴に係留されていたが、実艦標的として使用されることとなり1977年8月19日、舞鶴沖へ曳航され、撃沈された。
サンダスキーは第二次世界大戦の戦功で2個の従軍星章を受章した。